# Síndrome de encefalopatia reversível posterior
A síndrome de encefalopatia posterior reversível (PRES) é uma síndrome clínico-radiológica caracterizada por cefaleia, convulsões, alteração do estado mental e perda visual e caracterizada por edema vasogénico da substância branca que afecta predominantemente os lobos occipital posterior e parietal do cérebro. Esta síndrome clínica é cada vez mais reconhecida devido à melhoria e disponibilidade da imagiologia cerebral, nomeadamente da ressonância magnética (RM). Se for reconhecida e tratada precocemente, a síndrome clínica resolve-se normalmente no espaço de uma semana. A PRES pode ser um problema grave numa transfusão de sangue rápida e maciça. Um elevado índice de suspeita e um tratamento imediato podem reduzir a morbilidade e a mortalidade e abrir caminho a uma recuperação precoce.
A PRES foi descrita pela primeira vez em 1996 por Hinchey et al. Pouco tempo depois da descrição em 1996, duas outras séries de casos foram publicadas. Esta patologia foi anteriormente conhecida por vários nomes (síndroma de leucoencefalopatia posterior reversível, síndroma de edema cerebral posterior reversível e encefalopatia parietal occipital reversível). PRES é agora o termo amplamente aceite. É comummente, mas nem sempre, associada a hipertensão aguda. Esta síndrome clínica é cada vez mais reconhecida, geralmente devido à melhoria e disponibilidade de imagens cerebrais.
As principais condições clínicas associadas à PRES estão representadas na Tabela 1. Existe uma grande variação na gravidade dos sintomas clínicos, ou seja, a perturbação visual pode variar entre visão turva, hemianopsia homónima e cegueira cortical. A alteração da consciência pode variar desde uma ligeira confusão ou agitação até ao coma. Outros sintomas incluem náuseas, vómitos e défices do tronco cerebral. As convulsões e o status epilepticus são comuns, sendo que o status epilepticus não-convulsivo pode ser mais comum do que o status epilepticus generalizado.
Tabela 1.
| Condições clínicas associadas à PRES                                        |
| Pré-eclâmpsia                                                               |
| Eclampsia                                                                   |
| Infecção/Sépsis/Choque                                                      |
| Doença auto-imune                                                           |
| Quimioterapia                                                               |
| Transplante, incluindo transplante de medula óssea ou de células estaminais |
| Hipertensão                                                                 |

A doença renal crónica e a lesão renal aguda estão ambas frequentemente presentes em doentes com PRES, e a PRES está fortemente associada a condições que coexistem em doentes com doença renal, tais como hipertensão, doenças vasculares e auto-imunes, exposição a fármacos imunossupressores e transplante de órgãos. Por conseguinte, é importante considerar a PRES no diagnóstico diferencial de doentes com doença renal e sintomas neurológicos rapidamente progressivos. A síndrome da encefalopatia reversível posterior é uma doença cada vez mais reconhecida, com um amplo espectro clínico de sintomas e factores desencadeantes, mas que continua a ser mal compreendida.

## Características Clínicas
Normalmente, a PRES evolui numa questão de horas, sendo os sintomas mais comuns as convulsões, perturbações da visão, cefaleias e alterações do estado mental. Mais de 70% dos doentes com PRES são hipertensos, embora uma proporção significativa tenha uma pressão arterial normal ou apenas ligeiramente elevada.
A gravidade dos sintomas clínicos é variável. Por exemplo, a perturbação visual pode manifestar-se como visão turva, hemianopsia homónima ou mesmo cegueira cortical. Os doentes podem estar ligeiramente confusos ou agitados, mas podem ficar em coma. Outros sintomas menos frequentes incluem náuseas, vómitos e défices do tronco cerebral. As convulsões e o status epilepticus são comuns, e o status epilepticus não-convulsivo pode ser mais frequente do que o status epilepticus generalizado. O estado não-convulsivo deve ser suspeitado em pacientes com estados prolongados de alteração da consciência e pode ser confundido com confusão pós-ictal. Os sinais de crises não-convulsivas incluem movimentos estereotipados, como olhar fixo, piscar de olhos ou virar a cabeça. A confusão pós-ictal dura horas, mas a PRES e o estado não-convulsivo podem persistir durante vários dias e ser confundidos com psicose, intoxicação por drogas ou estados psicogénicos.
Normalmente, é possível identificar um factor desencadeante - mais frequentemente, hipertensão arterial aguda - mas os doentes têm muitas vezes outras comorbilidades que os podem predispor para o desenvolvimento de PRES. O pico da pressão arterial sistólica situa-se geralmente entre 170 mmHg e 190 mmHg,  mas 10% a 30% dos doentes têm uma pressão arterial normal ou apenas ligeiramente elevada. Na PRES, as causas da hipertensão aguda são geralmente a lesão renal aguda ou a eclâmpsia, mas a hipertensão também é registada em casos de perturbação autonómica, por exemplo a síndrome de Guillain-Barré, e após o consumo de drogas ilícitas. Numa grande série de casos que registam as comorbilidades de doentes com PRES, mais de metade dos doentes tinham hipertensão crónica e 38% tinham doença renal crónica. Doenças auto-imunes - incluindo púrpura trombocitopénica trombótica e lúpus eritematoso sistémico - estavam presentes em 45% dos doentes, e a exposição a fármacos imunossupressores como a ciclosporina, tacrolimus ou agentes quimioterápicos estava presente num número semelhante, particularmente no contexto de transplantes.

## Fisiopatologia
A causa da PRES continua a ser controversa, mas a teoria mais popular é que a hipertensão grave causa a interrupção da auto-regulação cerebral. O fluxo sanguíneo cerebral é normalmente regulado pela dilatação e constrição dos vasos para manter uma perfusão tecidular adequada  e para evitar simultaneamente uma hipertensão intracerebral excessiva. A quebra da auto-regulação ocorre acima de uma pressão arterial média (dois terços diastólica, mais um terço sistólica) de 150 - 160 mmHg; na hipertensão crónica, ocorre a pressões mais elevadas. A hipertensão não controlada leva à hiperperfusão e à lesão dos vasos cerebrais, resultando no extravasamento intersticial de proteínas e fluidos, causando edema vasogénico. A lesão irreversível é observada em pressões arteriais médias acima de 200 mmHg. Sabe-se que as condições normalmente coexistentes na PRES, como a hipertensão crónica e a aterosclerose, reduzem a eficácia da auto-regulação. No entanto, a teoria da auto-regulação não explica porque é que a pressão arterial na PRES não atinge normalmente o limite superior da auto-regulação, porque é que a PRES ocorre na ausência de hipertensão e porque é que a extensão do edema não está directamente relacionada com a gravidade da pressão arterial. Além disso, embora esta teoria sugira hiperperfusão cerebral, a evidência de alguns estudos de tomografia por emissão de positrões demonstra, na realidade, hipoperfusão cerebral.
Uma teoria alternativa é que a PRES é o resultado de um estado inflamatório sistémico que causa disfunção endotelial. Este postulado é apoiado pela observação de que a PRES está normalmente associada a um processo inflamatório sistémico como a sépsis, a eclâmpsia, o transplante e a doença auto-imune. A angiografia na PRES demonstra anomalias focais e difusas reversíveis, que se pensa reflectirem disfunção endotelial. Quando a pressão arterial é elevada, a vasoconstrição que ocorre durante a auto-regulação poderia exacerbar essa disfunção endotelial inflamatória preexistente, causando hipóxia e subsequente edema vasogénico. Um mecanismo deste tipo explicaria o facto de o controlo da hipertensão permitir a recuperação. Mas a teoria não explica porque é que alguns casos de PRES parecem ocorrer na ausência de qualquer estado inflamatório. É evidente, no entanto, que é necessária mais investigação para compreender esta doença potencialmente devastadora, mas verdadeiramente tratável.

## Diagnóstico Diferencial
O diagnóstico diferencial da PRES é amplo, e a história clínica pode ser limitada. A trombose do seio venoso ou a hemorragia subdural, intracerebral ou subaracnóidea podem apresentar-se com cefaleias, convulsões, redução da consciência e sinais neurológicos focais. A encefalite ou meningite infecciosa, particularmente a encefalite por herpes simplex, deve ser considerada, e o tratamento rápido com aciclovir intravenoso e antibióticos pode salvar vidas enquanto o diagnóstico ainda está a ser feito. É importante considerar o diagnóstico de AVC da circulação posterior, porque o seu tratamento (que pode incluir trombólise urgente) e prognóstico diferem dos da PRES. A trombose da artéria basilar pode apresentar-se com défices neurológicos progressivos e pode resultar em tetraparésia, coma ou síndrome de locked-in.
A vasculite do sistema nervoso central pode apresentar sintomas semelhantes aos da PRES, mas os achados de RM são geralmente mais difusos, e muitas das características clínicas e achados de RM são irreversíveis. O diagnóstico pode ser difícil porque os sinais sistémicos de inflamação estão frequentemente ausentes, mas o tratamento rápido é vital para evitar mais complicações. A encefalite auto-imune e as encefalopatias metabólicas, como a alteração da glucose sérica, o sódio (incluindo a mielinólise pontina central), a uremia ou a toxicidade medicamentosa (por exemplo, a ciclosporina) podem também apresentar sintomas progressivos semelhantes.

## Análises e Diagnóstico
No contexto agudo, a tomografia computorizada (TC) permite uma avaliação rápida. Também pode excluir hemorragias cerebrais importantes e lesões que ocupam espaço. Embora não seja 100% sensível, a TC também pode demonstrar trombose do seio venoso ou isquemia ou trombose arterial. Em muitas situações, incluindo na PRES, as imagens de TC podem ser normais e, por conseguinte, não devem ser tranquilizadoras. Os achados típicos de RM na PRES são anomalias bilaterais da substância branca em áreas de bacias vasculares nas regiões posteriores de ambos os hemisférios cerebrais, afectando sobretudo os lobos occipital e parietal. As características atípicas - incluindo hemorragia, alterações assimétricas, envolvimento isolado dos lobos frontais e lesões corticais - são comuns. Usando a RM padrão, pode não ser fácil diferenciar clinicamente a PRES de outras doenças vasculares agudas, mas sequências mais especializadas podem ajudar a identificar isquemia, hemorragia subtil, edema ou inflamação. O diagnóstico requer uma selecção cuidadosa das técnicas de imagem adequadas, bem como a consideração dos efeitos nefrotóxicos de alguns meios de contraste. A trombose do seio venoso pode ser rapidamente diagnosticada por TC ou venografia por ressonância magnética. A venografia por ressonância magnética tem a vantagem de não necessitar de contraste nefrotóxico, mas pode não estar disponível em todos os centros. A angiografia pode identificar trombose, dissecção ou vasculite do vaso.
A electroencefalografia pode identificar convulsões subclínicas e pode apontar para outras causas de encefalopatia. A punção lombar pode diagnosticar infecção ou hemorragia subaracnóidea, mas pode ser normal no início da doença ou após tratamento com antibióticos.

## Tratamento
Nenhum ensaio clínico avaliou o tratamento da PRES, mas a retirada rápida do factor desencadeante parece acelerar a recuperação e evitar complicações: por exemplo, um controlo agressivo da tensão arterial (que pode incluir o aumento da ultrafiltração), a retirada do fármaco agressor ou o parto na eclâmpsia. Devem ser utilizados fármacos antiepilépticos para tratar as convulsões, e a anestesia e a ventilação devem ser instituídas no estado de epilepsia generalizada e para proteger as vias respiratórias em doentes com obtusão. Os corticosteróides devem, teoricamente, melhorar o edema vasogénico, mas não há provas da sua utilização na PRES.

## Prognóstico
A evolução clínica típica, passa por um desaparecimento dos sintomas da PRES uma semana após a sua apresentação, se a condição desencadeante for tratada e se as complicações das convulsões e do coma forem evitadas. Os achados de RM resolveram-se em média em 8 dias, mas a resolução radiológica pode demorar semanas apesar da recuperação clínica mais rápida. Foram relatados défices neurológicos persistentes, mas são raros. É improvável que os doentes com PRES não complicada necessitem de terapêutica anticonvulsivante a longo prazo. Foram relatados episódios recorrentes de PRES, particularmente em doentes que necessitam de diálise (7,13), pelo que será imperativo monitorizar de perto a pressão arterial e evitar outros precipitantes.

## RESUMO
A PRES deve ser considerada em pacientes que se apresentam com convulsões, alterações da consciência, distúrbios visuais ou cefaleias, particularmente no contexto de hipertensão aguda.
A PRES tem sido associada a doença renal crónica e aguda, transplante de órgãos sólidos e utilização de fármacos imunossupressores.
Os achados típicos da RMN incluem edema vasogénico subcortical posterior, reversível e simétrico.
Se forem reconhecidos e tratados prontamente, os sintomas e as características radiológicas de início rápido resolvem-se normalmente em dias ou semanas.
Desencadeantes e condições associadas:
- Hipertensão aguda
- Lesão renal aguda
- Eclampsia
- Sépsis e falência de múltiplos órgãos
- Doença auto-imune
- Medicamentos imunossupressores (por exemplo, tacrolimus, ciclosporina, quimioterapia)
- Drogas ilícitas (por exemplo, cocaína)
- Transplante de órgãos
- Hipertensão crónica
- Doença renal crónica

Diagnóstico diferencial:
○ Vascular
- Trombose do seio venoso cerebral
- Hemorragia intracraniana
- Acidente vascular cerebral da circulação posterior
- Vasculite primária do sistema nervoso central
Não vascular
- Encefalite infecciosa
- Encefalite auto-imune
- Encefalopatia metabólica/tóxica